# Tinnitus
Tinnitus (latinsky cinkání, zvonění) je odborné označení pro šelest v uších, která může mít různou intenzitu i projev, např. pískání, hučení nebo šumění. Tento jev v Evropě postihuje přibližně 15 % populace. Přidruženými komplikacemi mohou být deprese či nespavost, ale za rušivý tinnitus považuje pouze malá část lidí.

## Léčba
Pro vznik tinnitu může existovat celá řada příčin (od patologických změn, ušních zánětů až po úraz v oblasti hlavy, krku). Pro léčbu neexistuje spolehlivá metoda, je ovšem možné vnímaní tinnitu mnoha způsoby zmírnit (např. Kognitivně behaviorální terapie).
V České republice pomáhá lidem s tinnitem nezisková organizace Neticho.

## Známé osobnosti trpící tinnitem
- Ladislav Zibura[2]
- Michal Pavlíček[3]
- Jan P. Muchow[3]
- Barbra Streisand[4]
- Phil Collins[5]
- Bono[3]
- Jáchym Topol[6]
- Chris Martin[5]
- Ludwig van Beethoven[7]
- Louis Tomlinson[8]
- will.i.am[4]
- Pete Townshend[9]
- William Shatner[10]
- Liam Gallagher[5]
- Kevin Shields[11]
- Eric Clapton[5]
- Miloš Zeman[12]
- Martin Urza[13]